# Trichogalumna montana
Trichogalumna montana är en kvalsterart som beskrevs av Balogh 1962. Trichogalumna montana ingår i släktet Trichogalumna och familjen Galumnidae. Inga underarter finns listade i Catalogue of Life.